# Batterijtoren

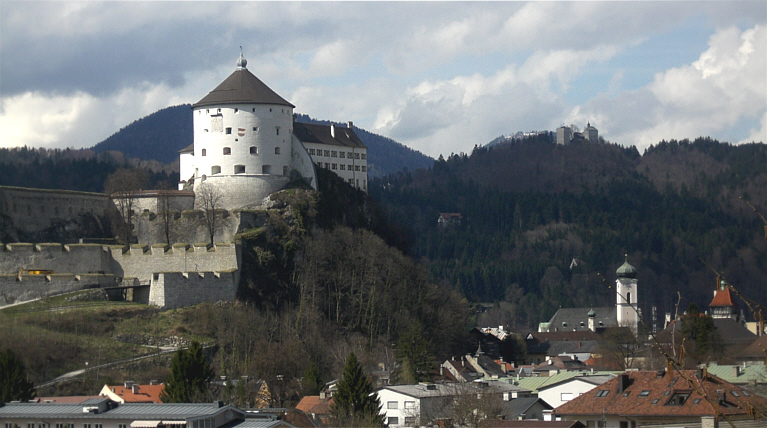
Batterijtoren van de burcht van Kufstein

Een batterijtoren is een type verdedigingstoren die bij een aantal kastelen is gebouwd, meestal pas in de 16e eeuw met de komst van vuurwapens. Ze worden gebouwd in de buitenste verdedigingslinie van een versterking. De herkomst van de naam is duidelijk afgeleid van een (artillerie-)batterij.
De meestal ronde torens konden veel wapens herbergen in verschillende richtingen en op verschillende niveaus en was daarmee duidelijk beter in vuurkracht tegenover potentiële aanvallers, die het geschut hoogstens onder schot konden nemen.
Elk niveau van de batterijtorens is vaak met elkaar verbonden door een hellingbaan, zodat de kanonnen op een variabel aantal mazen geplaatst kon worden.
Voorbeelden van batterijtorens zijn te vinden bij:
- Burg Nanstein
- Kasteel Bentheim
- Schloss Burg
- Burg Calenberg